# Guanebucan
Guanebucán (pl. Guanebucanes) /=gente pelícano; pelikanov narod/, indijansko pleme porodice Arawakan nastanjeno u predhispansko vrijeme na sjeverozapadu poluotoka La Guajira (područje današnjeg Santuario de Fauna y Flora Los Flamencos), odnosno između rijeke río Ranchería, obale mora i Sierre Nevade (zapadno od plemena Cosina), Kolumbija. 
Guanebucanes su živjeli od agrara i ribarenja, i bili su vješti pomorci. Svoja sela gradili uz obale mora i rijeka. Oruđe, kao što su sjekire kojim su dubili svoje monoksile u deblima drveta, bilo je od kamena. Prema starim izvorima njihova odjeća sastojala se gotovo samo od zlatnog nakita, kao što su ogrlice, naušnice, nosni nakit i narukvice.

## Vanjske poveznice
- Santuario de fauna y flora los flamencos  Arhivirana inačica izvorne stranice od 5. listopada 2006. (Wayback Machine)
- Parque Naturales Colombia